# باتريك بويفن
باتريك بويفن هو فنان ورسام رسوم متحركة ومخرج كندي، ولد في 1975 في مدينة كيبك في كندا.

## وصلات خارجية
- باتريك بويفن على موقع IMDb (الإنجليزية)
- باتريك بويفن على موقع قاعدة بيانات الفيلم (الإنجليزية)
- الموقع الرسمي